# Ochamps
Ochamps (en wallon Ôtchamp) est un village ainsi qu'une section de la commune belge de Libin située en Région wallonne dans la province de Luxembourg.
C'était une commune à part entière avant la fusion des communes de 1977.

## Géographie

### Situation
Le village est situé en Ardenne belge à quelques kilomètres à l'ouest de Libramont. Il est bordé au sud par l'E 411 et au nord par la .

### Cours d'eau
Ochamps est le village où la Lesse prend sa source.

## Évolution démographique
- Source: DGS, 1831 à 1970=recensements population, 1976= habitants au 31 décembre

## Histoire
Jusqu’au milieu du 13esiècle, le village est un fief du domaine carolingien de Villance, propriété de l’abbaye de Prüm ; à cette époque, Ochamps est détaché du reste du ban de Villance dévolu au comte de Luxembourg et devient la propriété des comtes de Rochefort qui en cèdent le patronage à l’abbaye de Saint-Remy.
En 1766, on recense 120 hommes et 141 femmes ainsi que 77 garçons et 66 fillettes soit 73 ménages logés dans 46 maisons.
En 1837, la commune compte 667 habitants répartis dans 140 maisons ; il y a aussi 89 chevaux et 10 poulains, 551 bovins et 140 veaux ainsi que 81 porcs ; on y récolte 720 rasières de seigle, 1.400 d’avoine, 2.840 de pommes de terre et 3.000 de foin.

Les bois représentaient 22 % du territoire en 1834, 34 % en 1895 et atteignent 45 %, notamment des épicéas, en 1959.

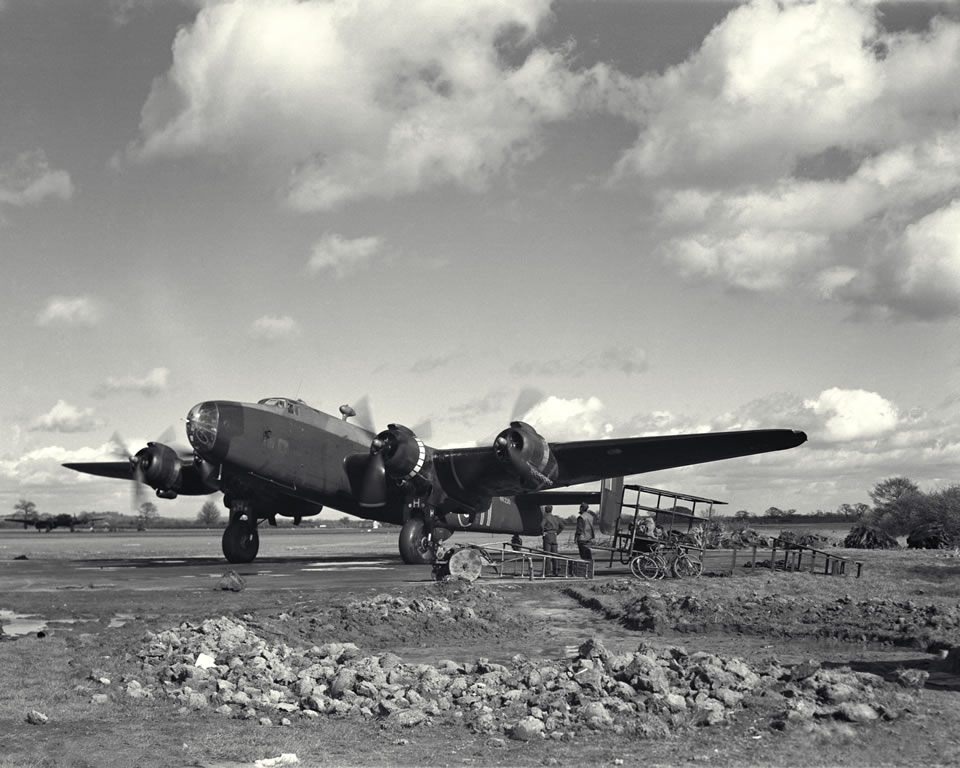
Un avion de type Handley Page Halifax, comme celui-ci, s'est écrasé sur le village en 1942, non loin des habitations, faisant 5 morts parmi les 7 membres d'équipage.

Le 6 mai 1942, en pleine Seconde Guerre mondiale, vers 23 h, un bombardier lourd britannique Handley Page Halifax du Squadron 35 de la Royal Air Force s'écrase au nord du village, à quelques kilomètres des habitations, près de la ferme du Peroy, après avoir été abattu par un avion de chasse de la Luftwaffe. Sur les sept membres d'équipage, deux ont survécu en sautant en parachute. Ils ont ensuite été fait prisonniers par les Allemands. Quant aux cinq autres, ils sont inhumés au cimetière de Neufchâteau. Un projet d'ériger une stèle commémorative dans le village est à l'étude et devrait être réalisé en 2013 - 2014 sur les lieux du crash de l’avion.

## Patrimoine et culture

### Patrimoine architectural
Le château de Roumont, propriété des Coppée, famille d'industriels belges au XIXe siècle et au XXe siècle.

## Personnalités
- Philippe le Hodey, sénateur, y est inhumé en 1966.
- Évence-Arnold Dieudonné Coppée : industriel belge, décédé à Ochamps en 2019.
- Évence-Charles Coppée : homme d'affaires et patron de presse belge décédé au château de Roumont en 2022.